# Krzyż Prawdziwy
Krzyż Prawdziwy, Święty Krzyż (gr.:ὁ ζῳοποιὸς σταυρός, dosł: krzyż dający życie, łac.: Vera Crux) – zgodnie z chrześcijańską tradycją krzyż, na którym dokonała się męka i śmierć Jezusa Chrystusa.

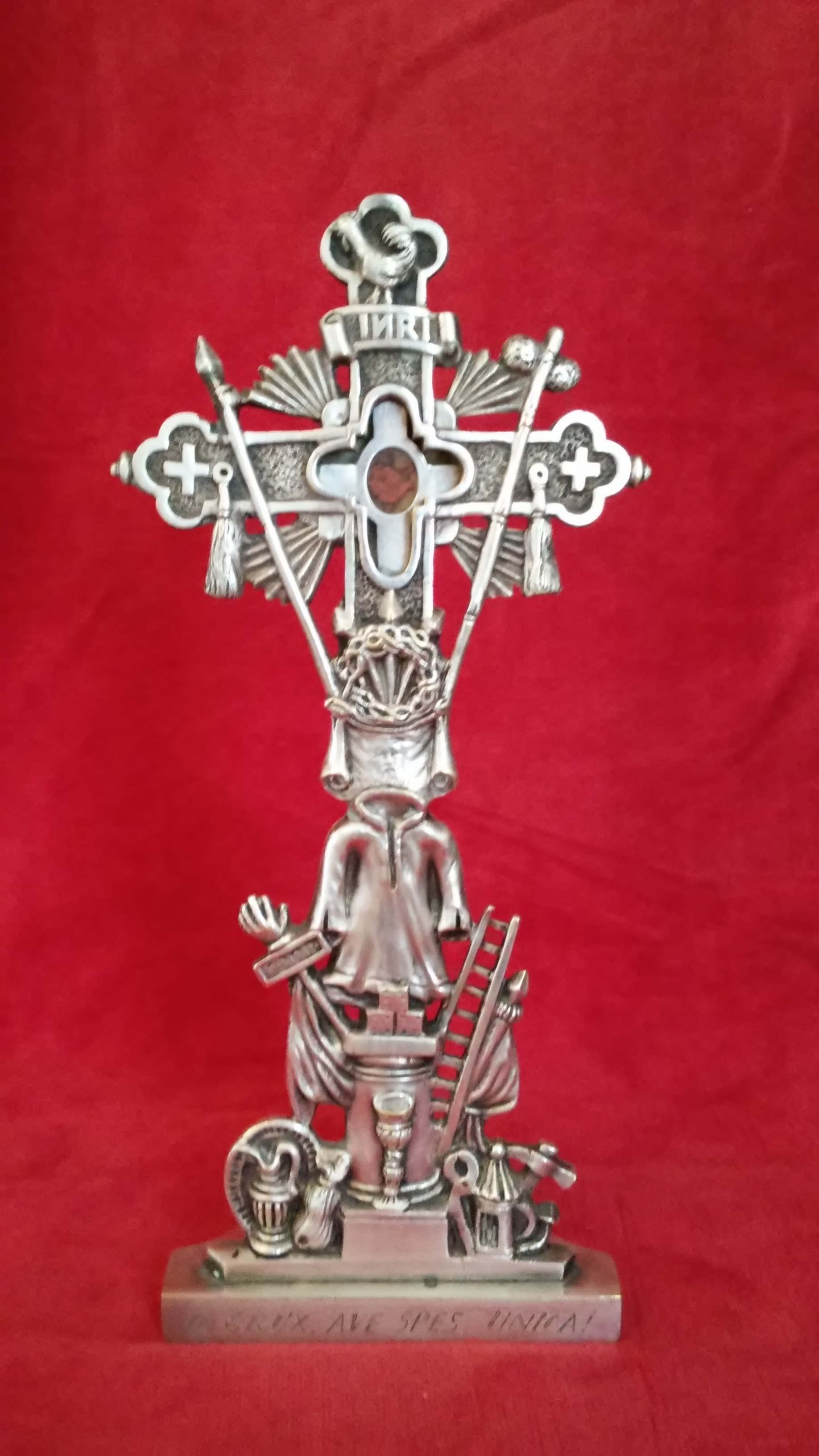
Relikwiarz z relikwiami Krzyża świętego w płockiej kolegiacie.

## Odnalezienie relikwii w IV w.
Zgodnie z tradycją cesarz Konstantyn I Wielki na Soborze w Nicei w 325 poznał Makarego, biskupa Jerozolimy. Tenże opowiedział mu, że znajdują się w mieście pamiątki po śmierci Chrystusa, ale są przysypane ziemią i gruzami po zburzeniu Jerozolimy w 70 i 132 r. Cesarz wysłał na poszukiwania relikwii swą matkę. Święta Helena, matka cesarza Konstantyna, udała się do Jerozolimy w 326–28. W drodze pomagała biednym. Odnalazła trzy drewniane krzyże użyte podczas krzyżowania Jezusa i dwóch złoczyńców razem z nim. Były ukryte w cysternie znajdującej się niedaleko Golgoty. Zdaniem św. Ambrożego z Mediolanu i św. Jana Chryzostoma, zidentyfikowanie Krzyża było możliwe jedynie dzięki titulusowi wymieniającemu imię skazańca. Inna wersja głosi, że w objawieniu dowiedziała się, który krzyż jest prawdziwy.
Św. Helena podzieliła krzyż Chrystusa na trzy części, aby ofiarować je głównym ówczesnym ośrodkom chrześcijaństwa: Jerozolimie, Rzymowi i Konstantynopolowi. Z czasem krzyż podzielono na wiele drobnych części, aby każda znaczniejsza świątynia w Europie mogła mieć małą cząstkę tej relikwii.

## Odzyskanie krzyża w VII w.
W 614 roku król perski Chosroes podbił Palestynę oraz Jerozolimę. Wielu chrześcijan zginęło lub zostało wziętych do niewoli, także patriarcha Jerozolimy Zachariasz. Wtedy jerozolimska relikwia Krzyża świętego została uprowadzona do Persji.
Po zwycięstwie, jakie cesarz Herakliusz odniósł w 628 nad Chosroesem, Persowie zostali zmuszeni do oddania relikwii. Na pamiątkę tego wydarzenia w Kościele katolickim obchodzi się 14 września Święto Podwyższenia Krzyża Świętego

## Miejsca przechowywania relikwii
Dziś duże fragmenty znajdują się w kościele św. Guduli w Brukseli, w bazylice Santa Croce w Rzymie oraz w katedrze Notre Dame w Paryżu. W Polsce cząstki relikwii posiada m.in. bazylika oo. Dominikanów św. Stanisława Biskupa i Męczennika w Lublinie, bazylika katedralna Podwyższenia Krzyża Świętego w Opolu, bazylika Świętej Trójcy na Łysej Górze w Górach Świętokrzyskich, kolegiata św. Mikołaja w Końskich, parafia Podwyższenia Krzyża Świętego i Matki Bożej Uzdrowienia Chorych w Katowicach oraz parafia Podwyższenia Krzyża Świętego na warszawskich Jelonkach, parafia Podwyższenia Krzyża Świętego w Jeleniej Górze, parafia Podwyższenia Krzyża Świętego w Częstochowie, parafia Świętej Trójcy w Lubaniu, bazylika Wniebowzięcia Najświętszej Maryi Panny i św. Mikołaja w Bolesławcu, bazylika kolegiacka Podwyższenia Krzyża Świętego i św. Jadwigi Śląskiej w Legnickim Polu, parafia Wniebowzięcia NMP w Wojcieszowie, parafia Świętej Barbary w Warszawie, kolegiata św. Bartłomieja w Płocku, parafia św. Jana Chrzciciela w Kłoczewie, parafia Wszystkich świętych w Brzezinach, parafia św. Andrzeja Apostoła w Polnej, parafia św. Mikołaja w Bochni, Parafia Świętych Apostołów Piotra i Pawła w Pniewie, Kościół Wniebowzięcia Najświętszej Maryi Panny w Zagórzu.

## Święto Podwyższenia Krzyża Świętego
Święto Podwyższenia Krzyża Świętego (także: Pańskiego), związane z tradycją odnalezienia relikwii krzyża, na którym umarł Jezus Chrystus, jest obchodzone zarówno w Kościele zachodnim, jak i wschodnim. Nabożeństwa ku jego czci sięgają początków chrześcijaństwa.
Przed reformą liturgii wrześniowe święto poświęcone było wspomnieniu „podwyższenia” Krzyża, zaś 3 maja cały Kościół czcił pamiątkę jego „znalezienia” (Znalezienie Krzyża Świętego). Papież św. Jan XXIII zniósł święto krzyża Chrystusowego obchodzone 3 maja jako niepotrzebne powtórzenie, a odnowiony kalendarz rzymski jako święto Podwyższenia Krzyża przyjął dzień 14 września.

## Galeria

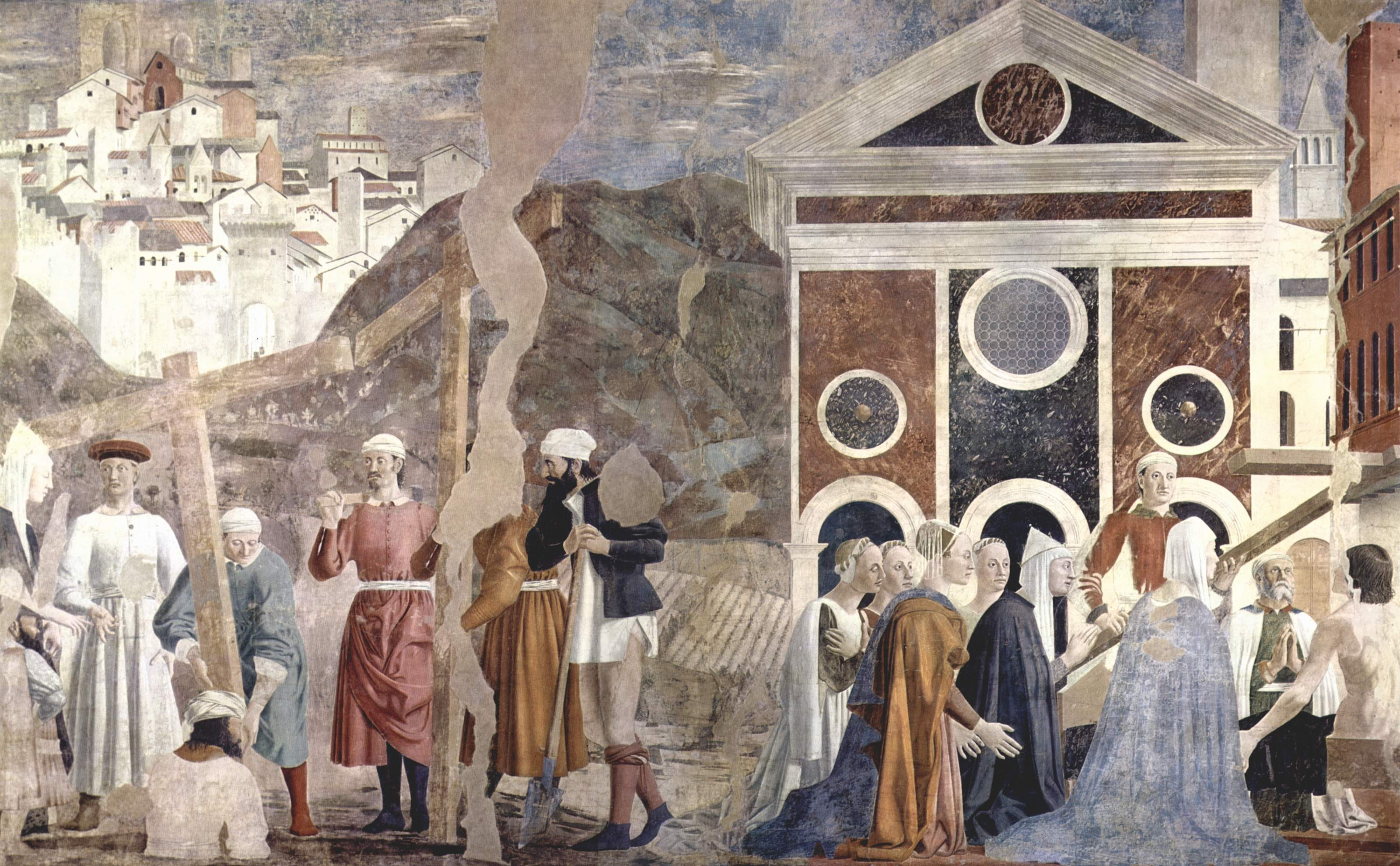
Odnalezienie trzech krzyży
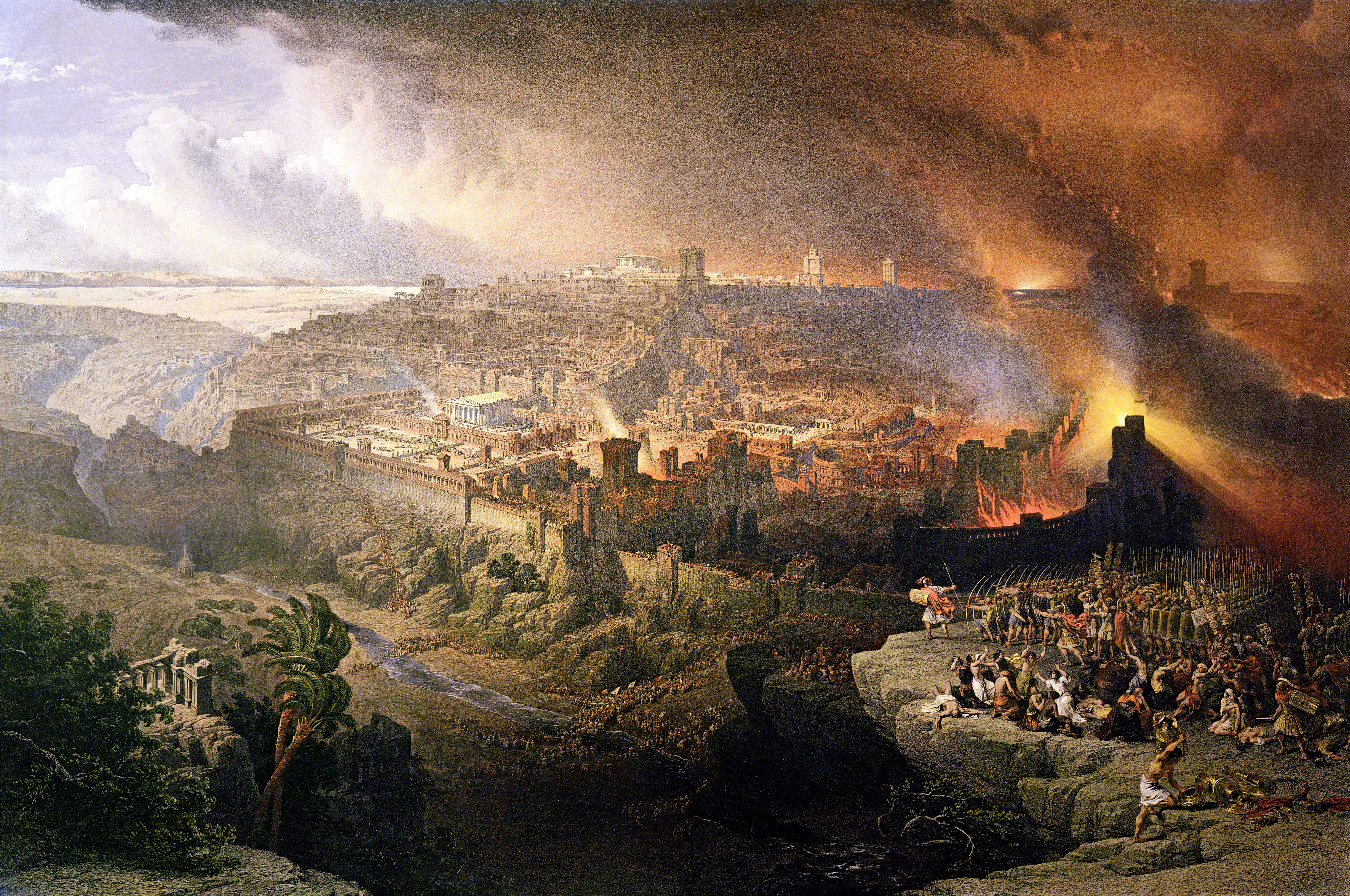
Zburzenie Jerozolimy przez Rzymian w 70 r.
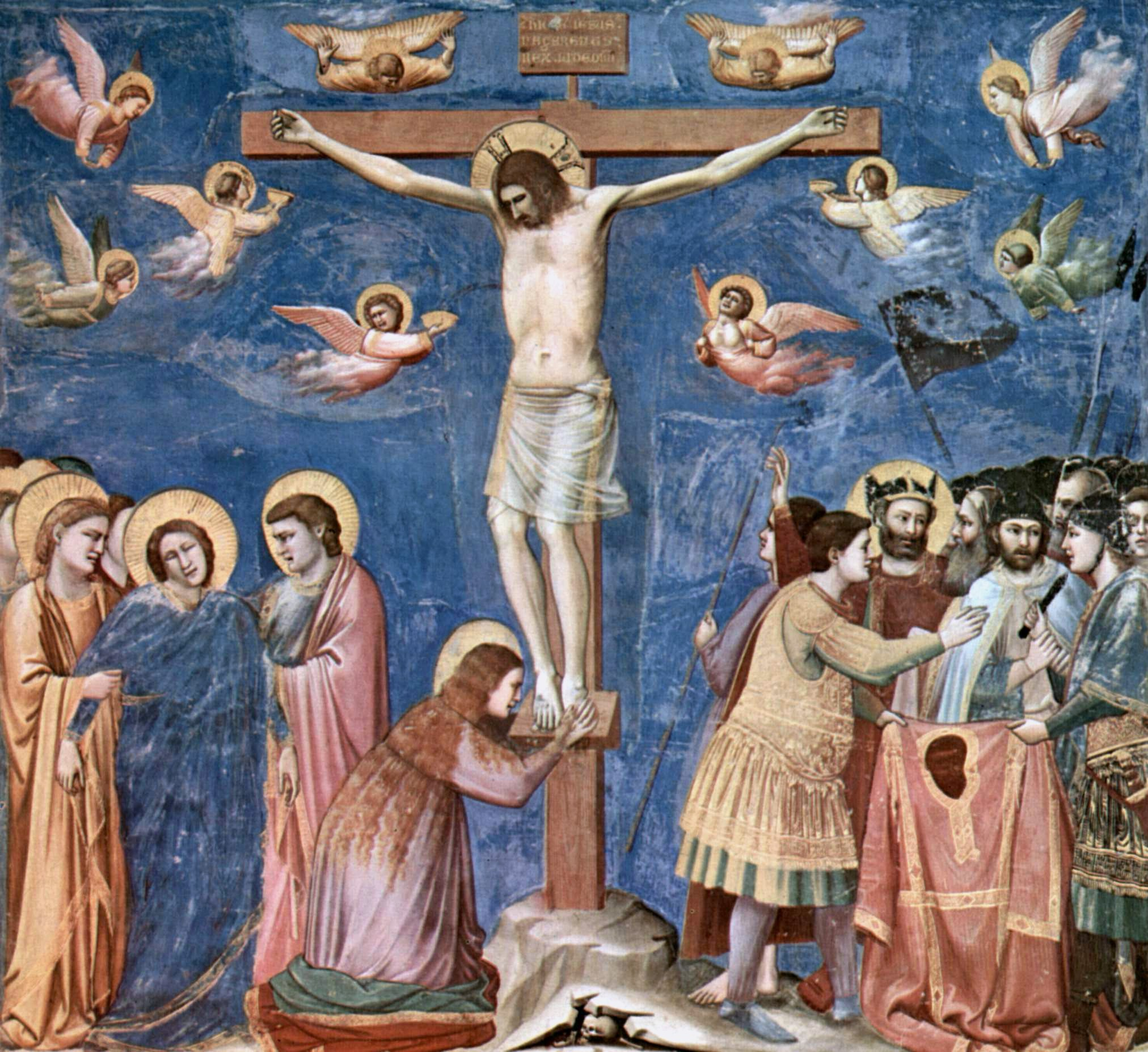
Chrystus ukrzyżowany, namalowany przez Giotto, ok. 1310